# Schepenbank

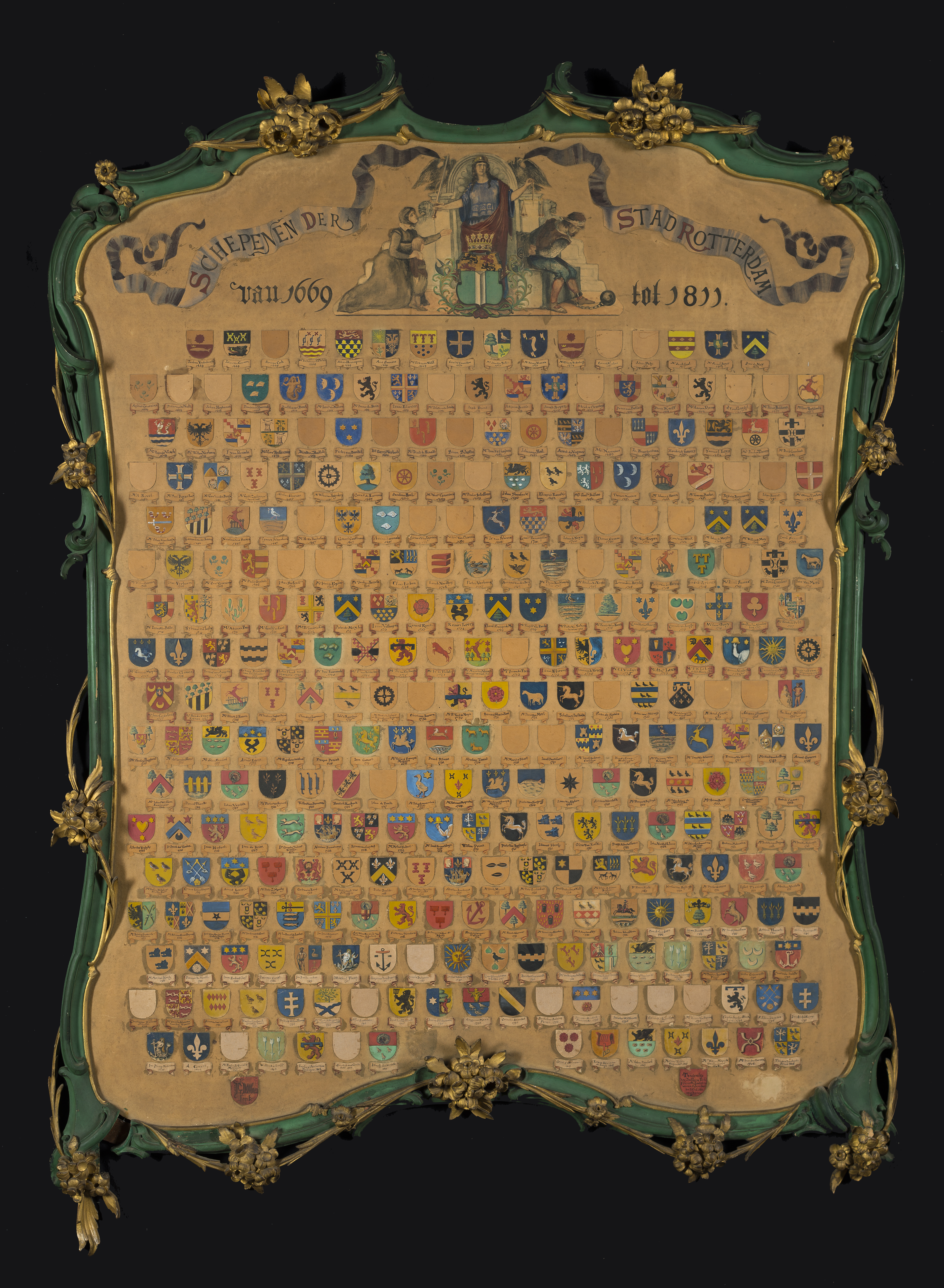
Wapenkaart schepenen van Rotterdam van 1669 - 1811

Een schepenbank was tijdens de middeleeuwen en het ancien régime een bestuurlijke  instelling met bijzondere bevoegdheden toegekend door de koning of feodale heer van het betreffende grondgebied. Het begrip is samengesteld uit het woord schepen, de naam voor een persoon met een bestuurlijke functie, en bank, letterlijk zitplaats of zittingsplaats. De precieze taken en bevoegdheden van een schepenbank verschilden per leenheer, per grondgebied en door de tijd, maar het concept was vanaf ongeveer 1100 alom verbreid in de Lage Landen, met als voornaamste taken lagere rechtspraak, handhaving van de orde, bestuur en het bezegelen en bewaren van privaatrechtelijke documenten.
Het bestuursorgaan is voorloper van de huidige college van burgemeester en schepenen in België en het college van burgemeester en wethouders in Nederland maar de taken en bevoegdheden van de huidige colleges verschillen sterk met die van de schepenbank.

## Rechtspraak

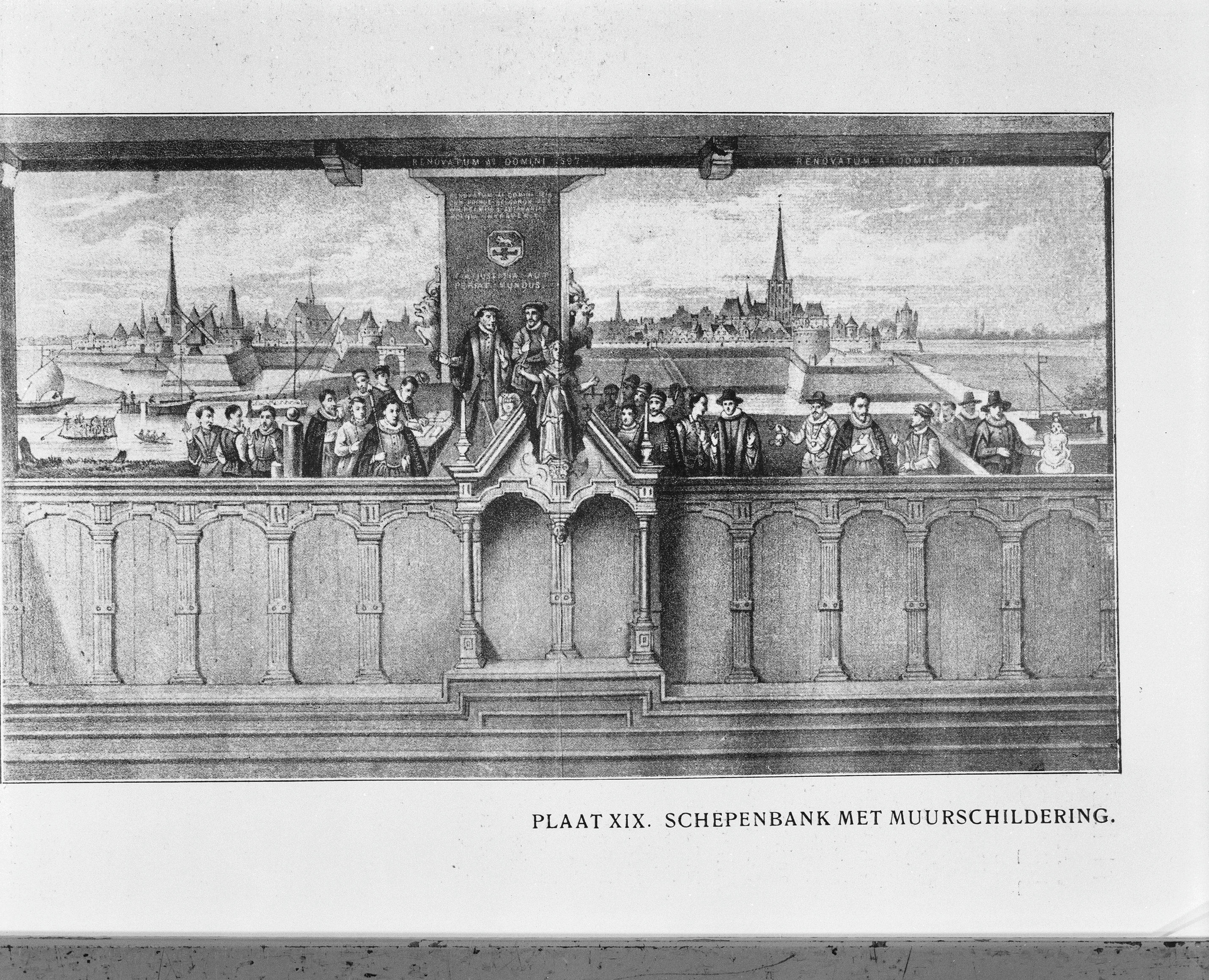
Schepenbank Zutphen, pentekening

Het historische gebied van de Lage Landen valt ongeveer samen met het huidige grondgebied van Nederland, België, Luxemburg en een groot deel van Noord-Frankrijk, in de middeleeuwen was dit bestuursrechtelijk een lappendeken van grote en kleine vorstendommen en heerlijkheden. Schepenen werden in de 9e eeuw aangesteld door de Frankenkoning Karel de Grote en kregen een rechterlijke taak wat personen en goederen aanging die binnen hun grondgebied vielen, een veelal landelijke omgeving met een bevolking die leefde van landbouw en veeteelt.
In de elfde eeuw kwam in de noordelijke streken een urbanisatiegolf op gang die het natuurlijke en bestuurlijke landschap veranderde. Er vond een herinrichting plaats die was opgebouwd rond de behoeften van een stedelijke markteconomie. De streken Artesië en Vlaanderen namen het voortouw, in de vijftiende eeuw was dat Brabant en in de loop van de zestiende eeuw waren het Holland en Zeeland. Vooral in de steden kregen de schepenbanken meer taken en bevoegdheden dan alleen rechtspraak. Als recht gold oorspronkelijk het regionaal gewoonterecht, dat werd langzaam aangevuld met nieuw ontwikkeld handelsrecht, gebaseerd op het oude Romeinse recht.
Naargelang de graad van de jurisdictie (hogere, middele of lagere jurisdictie) was de schepenbank bevoegd om bepaalde misdrijven tot een zekere kapitaalwaarde te berechten en uitspraak te doen in burgerlijke geschillen. De schepenbank kon worden voorgezeten door een meier die dan optrad als openbaar aanklager. Criminele zaken konden in de hogere jurisdictie tot haar bevoegdheid behoren, maar met uitzondering van overtredingen waarvoor lijfstraffen golden. Deze rechtspraak werd meestal waargenomen door hogere landsheerlijke functionarissen, zoals grootbaljuws, hoofdschouten, drossaards, of amman.

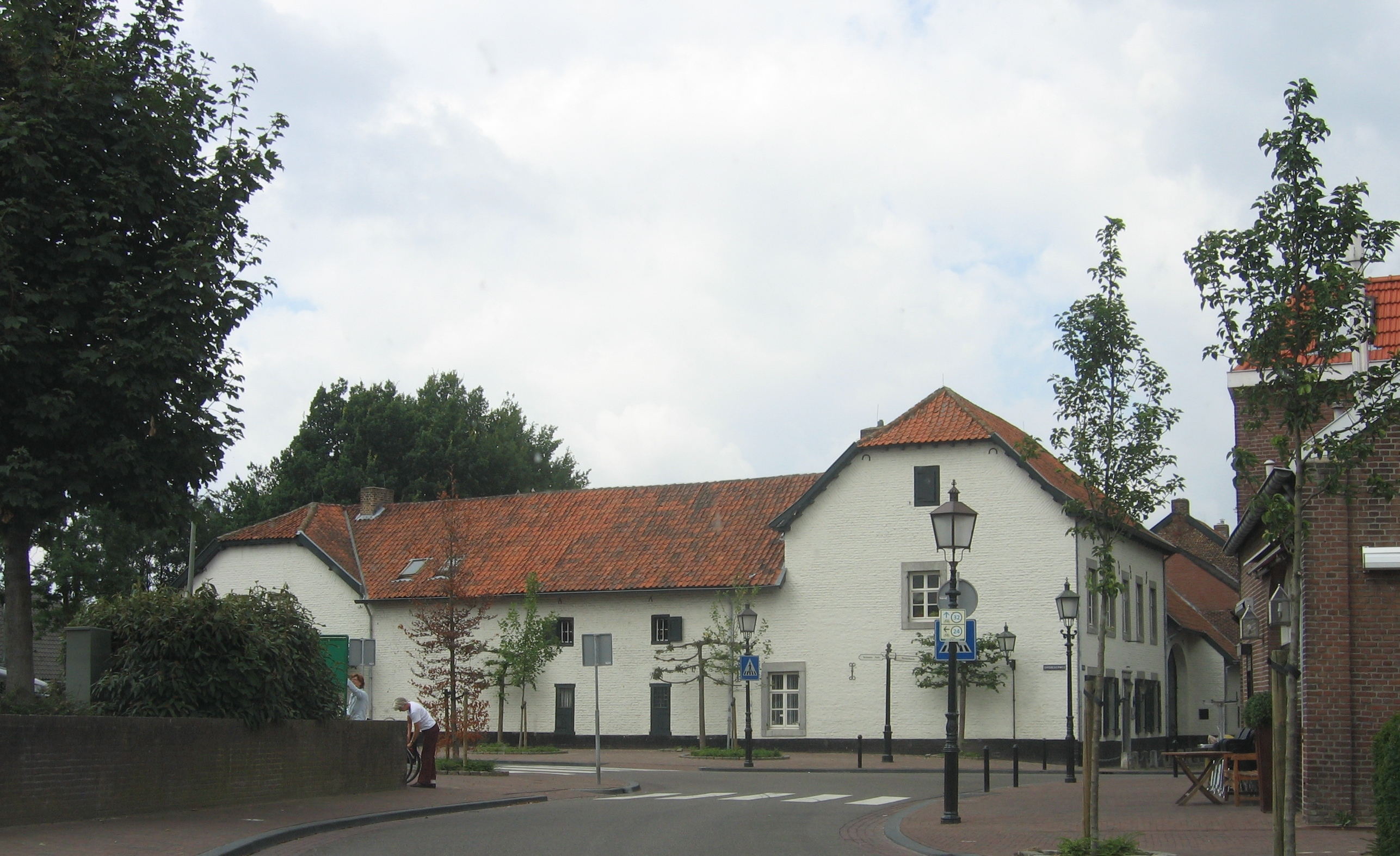
Gebouw van de schepenbank te Oirsbeek

De rechtspraak werd steeds formeler en de schepenen kregen bijstand van een schout, die verantwoordelijk was voor het handhaven van de orde en het uitvoeren van vonnissen. In de late middeleeuwen kregen schepenbanken hun eigen gebouwen, zoals het schepenhuis, en kregen ze een eigen zegel, waarmee officiële documenten werden bekrachtigd.
Omstreeks 1500 groeide Mechelen uit tot centrale residentiestad dat het gezag voerde over een grote groep van grondgebieden,  van Holland tot Luxemburg. Daar zetelde vanaf 1473 het hooggerechtshof, de Grote Raad genoemd. Onder keizer Karel V werd het bestuurlijk centrum verplaatst naar Brussel, desalniettemin behielden de diverse gewesten en de afzonderlijke steden met hun schepenbanken veel van hun traditionele privileges en prerogatieven.

### Taakomschrijving
In het algemeen ging het bij de rechtspraak als volgt:
- De leden van de schepenbank noemt men de schepenen, wier verkiezing eveneens ter goedkeuring aan de heer moest voorgelegd worden. Samen met de voorzitter formuleerden de schepenen een vonnis. Er werd aanvankelijk geoordeeld naar het plaatselijk gewoonterecht. Een beslissing van de schepenbank kon slechts worden aangevochten door ten hoofde te gaan bij een hoofdbank die dezelfde costume volgde. Dit is te vergelijken met de hedendaagse beroepsprocedure, evenwel met dit verschil dat een schepenbank soeverein bleef. Een wijzigbaar vonnis werd gewoon als advies teruggestuurd vanuit de hoofdbank, waarna de schepenbank eventueel haar vonnis wijzigde. Een schepenbank telde afhankelijk van de vorm van jurisdictie vier of zeven schepenen (hoewel ook andere aantallen mogelijk waren). De schepenen kwamen veelal uit de leidinggevende geslachten. Een schepenambt bleef soms eeuwenlang in een familieverband verankerd.
- De griffier (ook secretaris of gerechtsschrijver) was samen met de voorzitter wellicht het best vertrouwd met de afhandeling van een juridische zaak en de kennis van het gewoonterecht. Hij noteerde de protocollen en hield registers bij van de registreerde akten. Bij de griffier kon men terecht voor afschriften van een akte (een zogenaamde grosse). In kleine heerlijkheden verzorgde hij ook de inning van de grondbelasting (cijns) ten behoeve van de dorpsheer.
- Bij de schepenbank behoorde ook dikwijls een bode, preter of vorster, die eveneens door de bezitter van de jurisdictie werd benoemd. Hij fungeerde als bode voor de meier, maar werd ook belast met politionele taken te vergelijken met het ambt van veldwachter. Hij verzorgde ook de publicatie van vonnissen (veelal door proclamatie en aanplakken van het vonnis op de kerkdeur), het omroepen van berichten, toezicht op jacht, visserij, landlopers, herbergen, etc.

## Bestuurlijke en openbare taken

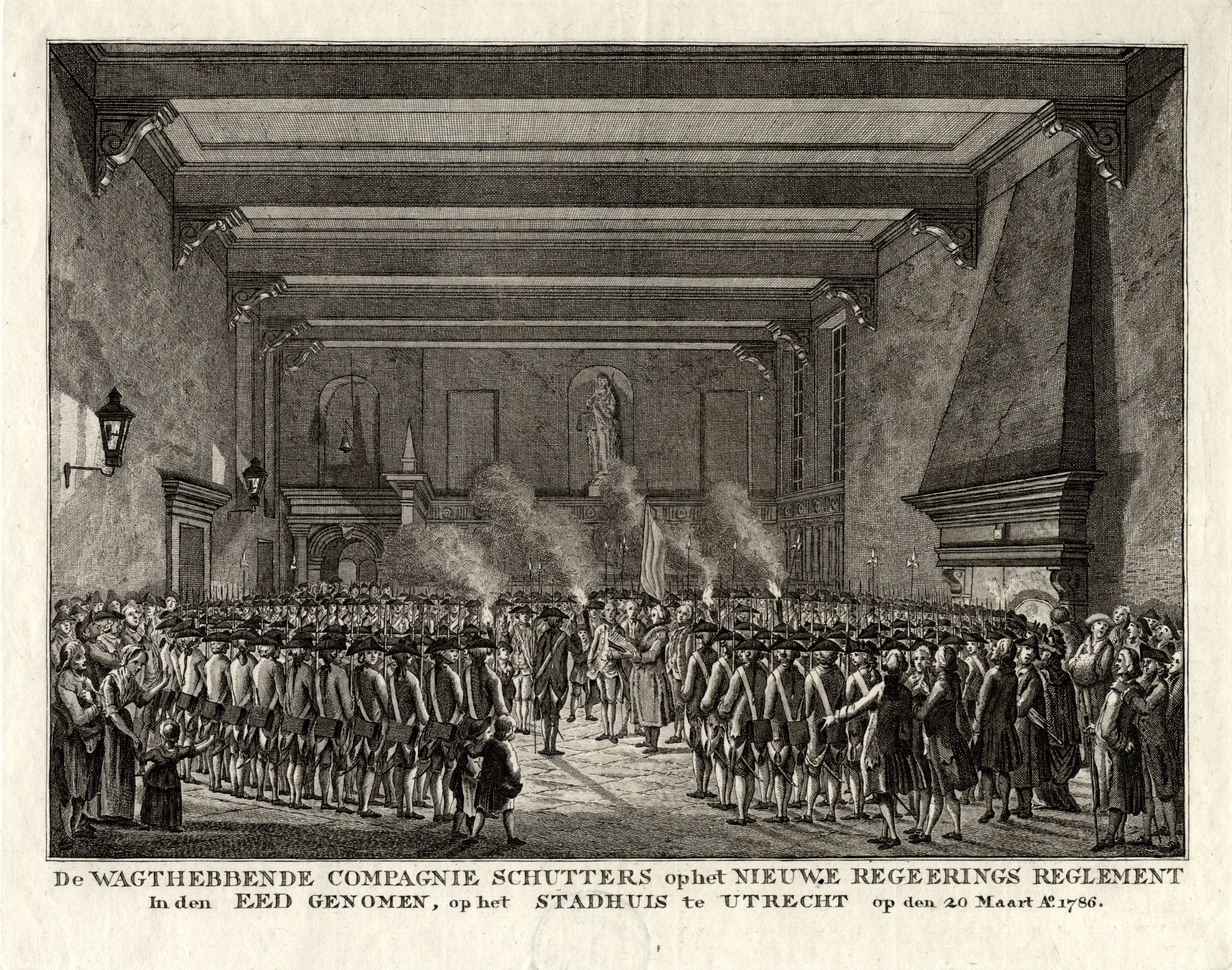
Schepenbank Utrecht, waar de schutterij de eed op het nieuwe regeringsreglement wordt afgenomen (ca 1780)

De schepenbank kreeg ook tal van bestuurlijke en openbare taken. De vrijwillige rechtspraak, waartoe overdracht van onroerend goed (goedenissen) en erfverdelingen (lotingen) behoorden, ging plaatsvinden voor de schepenbank, die hierop een registratierecht (pontpenning) mocht heffen. Ook het bezegelen en bewaren van privaatrechtelijke overeenkomsten en testamenten werd door de schepenbank gedaan.
Op regelmatige geërfdendagen (ook gouwdagen genoemd) bespraken ze het gemeentebeleid. Dit omvatte ook de organisatie van de inning van zekere belastingen die verschuldigd waren aan de heer, de aanstelling van onderwijzers en vroedvrouwen, het zorg dragen voor de begaanbaarheid van wegen en waterlopen (belijden genoemd), beheren van gemeentegronden en het verzekeren van de veiligheid van stad en dorp.
Omstreeks 1500 groeide Mechelen uit tot centrale residentiestad dat het gezag voerde over een grote groep van grondgebieden,  van Holland tot Luxemburg. Daar zetelde vanaf 1473 het hooggerechtshof, de Grote Raad genoemd. Onder keizer Karel V werd het bestuurlijk centrum veplaatst naar Brussel, desalniettemin behielden de diverse gewesten en de afzonderlijke steden met hun schepenbanken veel van hun traditionele privileges en prerogatieven.

## Bundeling van macht

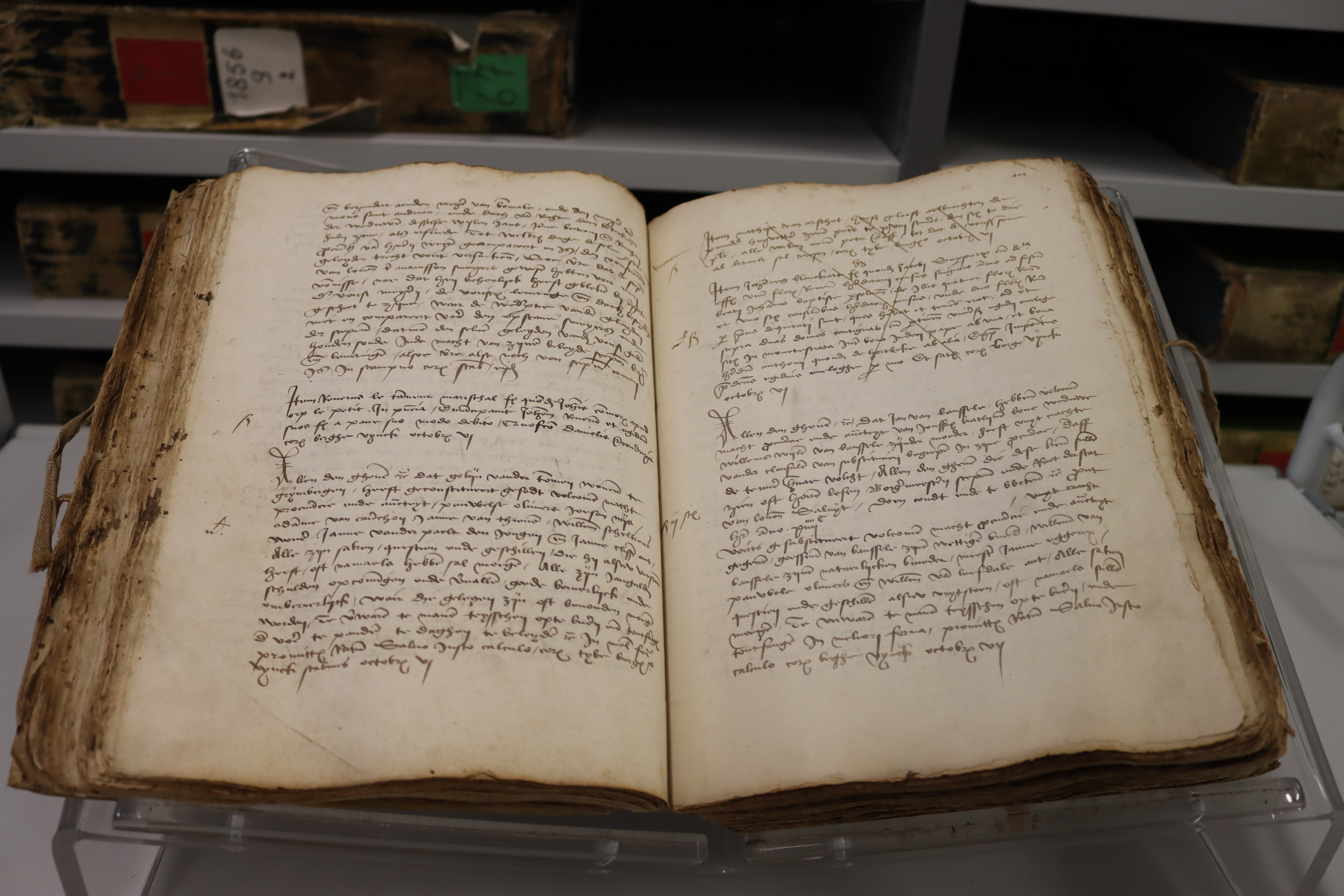
Schepenbankregister Leuven

De schepenen kregen in de loop der tijd veel macht aangezien zij zowel de regels voor hun grondgebied mochten opstellen als handhaven. Het waren vertegenwoordigers van een vorst of heer, maar in de praktijk werd het schepenambt gemonopoliseerd door een netwerk van welgestelde families zoals in Leuven de Zeven geslachten en in Brussel de Zeven Geslachten, die er een levenslange en erfelijke benoeming van maakten. De strijd om de toegang tot dit sleutelambt te verruimen, al dan niet in samenwerking met de vorst, leidde tot het invoeren van annaliteitsregelingen of jaarlijkse vernieuwing: in 1194 in Atrecht, dan in Doornik (1195), Ieper (1209), Gent (1212), Rijsel (1224), Dowaai (1228) en Brugge (1241).

#### Gent
In Gent was de adel minder sterk vertegenwoordigd maar ook hier speelden enkele families een grote rol. Het Charter van Senlis (1301) bepaalde dat er in Gent twee schepenbanken waren en legde regels vast voor benoeming van de leden. De schepenbank van de Keure was de belangrijkste, deze was bevoegd tot het bestuur, het voeren van het financiële beleid en recht doen in strafzaken. De Gedele was iets minder belangrijk en was verantwoordelijk voor voogdijen en erfeniskwesties. Men kon de functie van schepen slechts gedurende één jaar uitoefenen, dan kon men wisselen in de andere schepenbank en daarna was er een verplichte pauze van minstens een jaar. Een deel van de functionarissen en de voorzitters mocht uit de gegoede stand van de poorterij komen, een groter deel ging aan de stand van ambachtslieden, waaruit ook de twee overdekens kwamen die veel invloed hadden. Mensen uit de poorterij vervulden vaak meerdere functies en bleven langer op hogere posten. Slechts een deel van de functionarissen was geschoold jurist.

## Einde
Onder invloed van de Franse Revolutie in 1789 en het aflopen van het ancien regime verdwenen de schepenbanken. In de Nederlanden gebeurde dit tijdens de Franse Tijd (1795-1814), toen Napoleon Bonaparte de Nederlanden bezetten.

## Voetnoten
1. ↑  Anne-Laure Van Bruaene, Bruno Blondé en Marc Boone (red.) (2016). Gouden eeuwen - Stad en samenleving in de Lage Landen (1100-1600). Academia Press, Gent, "Inleiding - Verstedelijking en stadsbiografie". ISBN 78 90 382 2589 0.
2. ↑  Schepenakten Turnhout 1342 tot 1460. Taxandria VZW. Geraadpleegd op 10 november 2023.
3. 1 2  (en) Germanic law - Feudalism, Monarchies, Customary Law | Britannica. www.britannica.com. Geraadpleegd op 10 november 2023.
4. 1 2 3  W.P. Blockmans (1987). Handelingen der Maatschappij voor Geschiedenis en Oudheidkunde te Gent. DOI:10.21825/hmgog.v1i0.592, "Het wisselingsproces van de Gentse schepenen tijdens de 15de eeuw".
5. ↑  Marc Boone en Jelle Haemers, "Bien commun: bestuur, disciplinering en politieke cultuur" in: Gouden eeuwen. Stad en samenleving in de Lage Landen, 1100-1600, eds. Anne-Laure Van Bruaene, Bruno Blondé en Marc Boone, 2016, p. 138-140
6. ↑  Blockmans noemt van de ca 40 poorterfamilies de familienamen Borluut, Utenhove, Sersanders of Sersymoens en Vaernewijc.